# Ърнестин Роуз
Ърнестин Роуз (13 януари 1810 – 4 август 1892) е американска атеистична феминистка, индивидуалистична феминистка и аболиционистка от полски произход. Роуз е една от главните интелектуални сили зад движението за права на жените в САЩ през 19 век.